# Зиданка (Карлуково)
 Тази статия е за пещерата Зиданка при Карлуково.  За други значения вижте Зиданка (пояснение).  
Зиданката (Пещера № 19 „Троевратица“) е пещера в Предбалкана, до с. Карлуково, община Луковит, Ловешка област.
Общата ѝ дължина е 340 м. Пещерата е едноетажна, разклонена, проходна, диаклазна.

## Местоположение
Намира се в местността Задънен дол, в Карлуковския карстов район.

## Име
Наречена е Зиданка заради напуканите ѝ хоризонтално и вертикално от мразовото изветряне стени, които сякаш са зидани от отделни камъни.

## Проучване
През 1906 – 1907 г. проф. Рафаил Попов прави археологически разкопки. Пещерата е многократно изследвана и картирана. Първо картиране от Петър Трантеев (1962 г.), прекартиране от Р. Сиракова, Д. Нанев, М. Соколов (1983 г.)
Определени са 5 вида животни, троглофили и троглобионти.